# Suberanthus
Suberanthus là một chi thực vật có hoa trong họ Thiến thảo (Rubiaceae).

## Loài
Chi Suberanthus gồm các loài: